# Retrato en miniatura

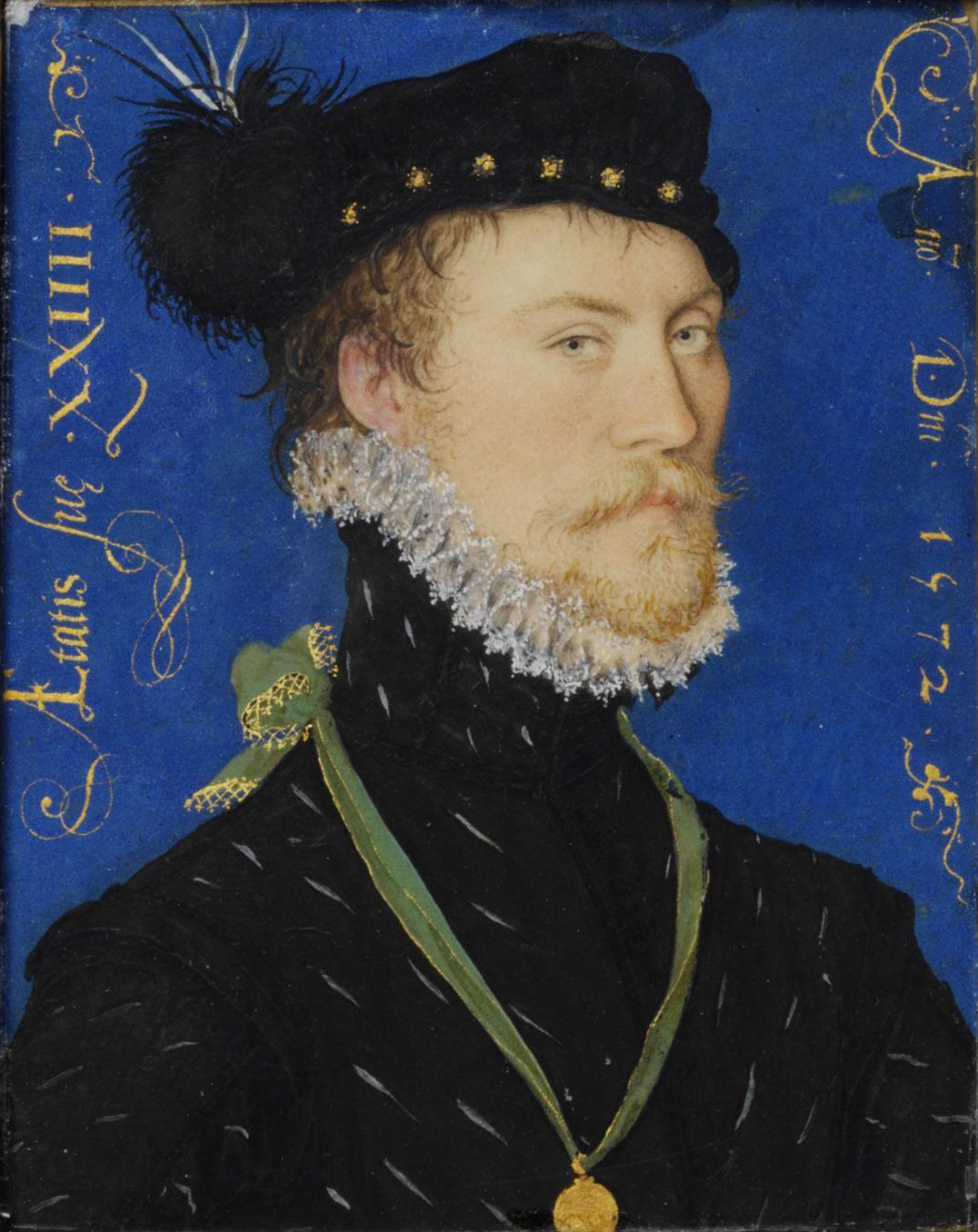
Retrato en miniatura de un hombre no identificado, por Nicholas Hilliard, 1572.

Un retrato en miniatura es una pintura de pequeño tamaño generalmente ejecutada en gouache, acuarela o esmalte. Los retratos en miniatura se desarrollaron a partir de las técnicas de las miniaturas en manuscritos iluminados, y fueron populares entre las élites del siglo XVI, principalmente en Inglaterra y Francia, y se extendieron por el resto de Europa desde mediados del siglo XVIII, siendo muy populares hasta el desarrollo de daguerrotipos y fotografías a mediados del siglo XIX. 

## Características
Eran especialmente valiosos para la presentación de personas entre sí a través de la distancia; un noble que proponía el matrimonio de su hija podría enviar un mensajero con su retrato para visitar posibles pretendientes. Los soldados y los marineros podían llevar miniaturas de sus seres queridos mientras viajaban, o una esposa podía quedarse con el retrato de su marido mientras él está fuera.

Los primeros miniaturistas usaron la acuarela para pintar sobre pergamino. Durante la segunda mitad del siglo XVII, el esmalte vítreo pintado sobre cobre se hizo cada vez más popular, especialmente en Francia. En el siglo XVIII, las miniaturas se pintaron con acuarela sobre marfil, que entonces se había vuelto relativamente barato. Con un tamaño tan pequeño como 40 mm × 30 mm, los retratos en miniatura a menudo se usaban como recuerdos personales o como joyas o cubiertas de cajas de tabaco.

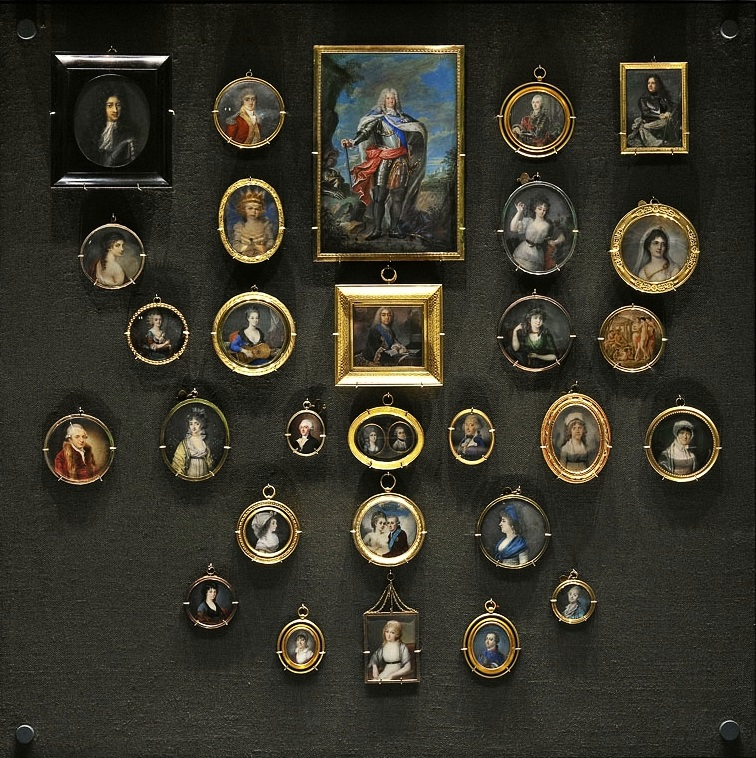
Una vitrina con retratos en miniatura en el Museo Nacional de Varsovia.

## Período temprano
El retrato en miniatura se desarrolló a partir del manuscrito iluminado, que había sido reemplazado para fines de ilustración de libros por técnicas tales como impresiones de grabados en madera y calcomanías. Los primeros miniaturistas de retratos fueron famosos pintores de códices como Jean Fouquet (autorretrato de 1450) y Simon Bening, cuya hija Levina Teerlinc pintó principalmente retratos en miniatura, y se mudó a Inglaterra, donde su predecesor como artista de la corte, Hans Holbein el Joven pintó algunas miniaturas. Lucas Horenbout era otro pintor de miniaturas holandés en la corte de Enrique VIII.

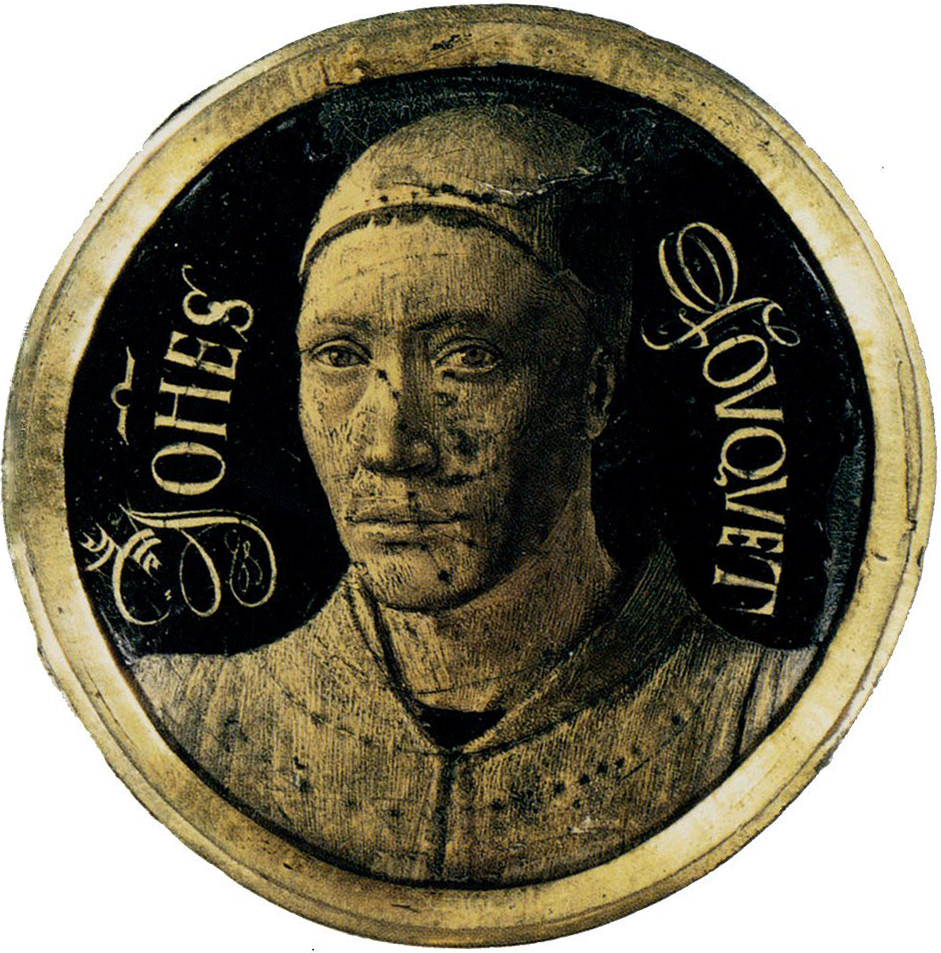
Jean Fouquet, autorretrato (1450). El primer retrato en miniatura, y posiblemente el primer auto-retrato formal.

Francia también tenía una fuerte tradición de miniaturas, centradas en la corte, aunque esto se concentró a mediados del siglo XVI en imágenes más grandes, sobre el rango de tamaños del libro de bolsillo moderno, que podrían no calificarse como miniaturas en el sentido habitual. Estas pueden ser pinturas, o dibujos terminados con algún color, y fueron producidas por François Clouet (hacia 1510 - 1572) y sus seguidores.
Los primeros pintores franceses en miniatura fueron Jean Clouet (fallecido hacia 1540), su hijo François Clouet, Jean Perréal y otros; pero de su trabajo en retrato no tenemos mucha huella en la actualidad, aunque hay muchos retratos y un gran número de dibujos atribuidos a ellos. Los siete retratos del Manuscrito de la Guerra Gálica (Bibliothèque Nationale) están asignados a Jean Clouet; y a ellos se puede agregar un buen trabajo, en la colección Pierpont Morgan, que representa al Mariscal de Brissac. Siguiendo a estos pintores, encontramos a Simon Renard de St. André (1613-1677) y Jean Cotelle. Otros cuyos nombres podrían mencionarse fueron Joseph Werner (1637-1710) y Rosalba Carriera (1675-1757).

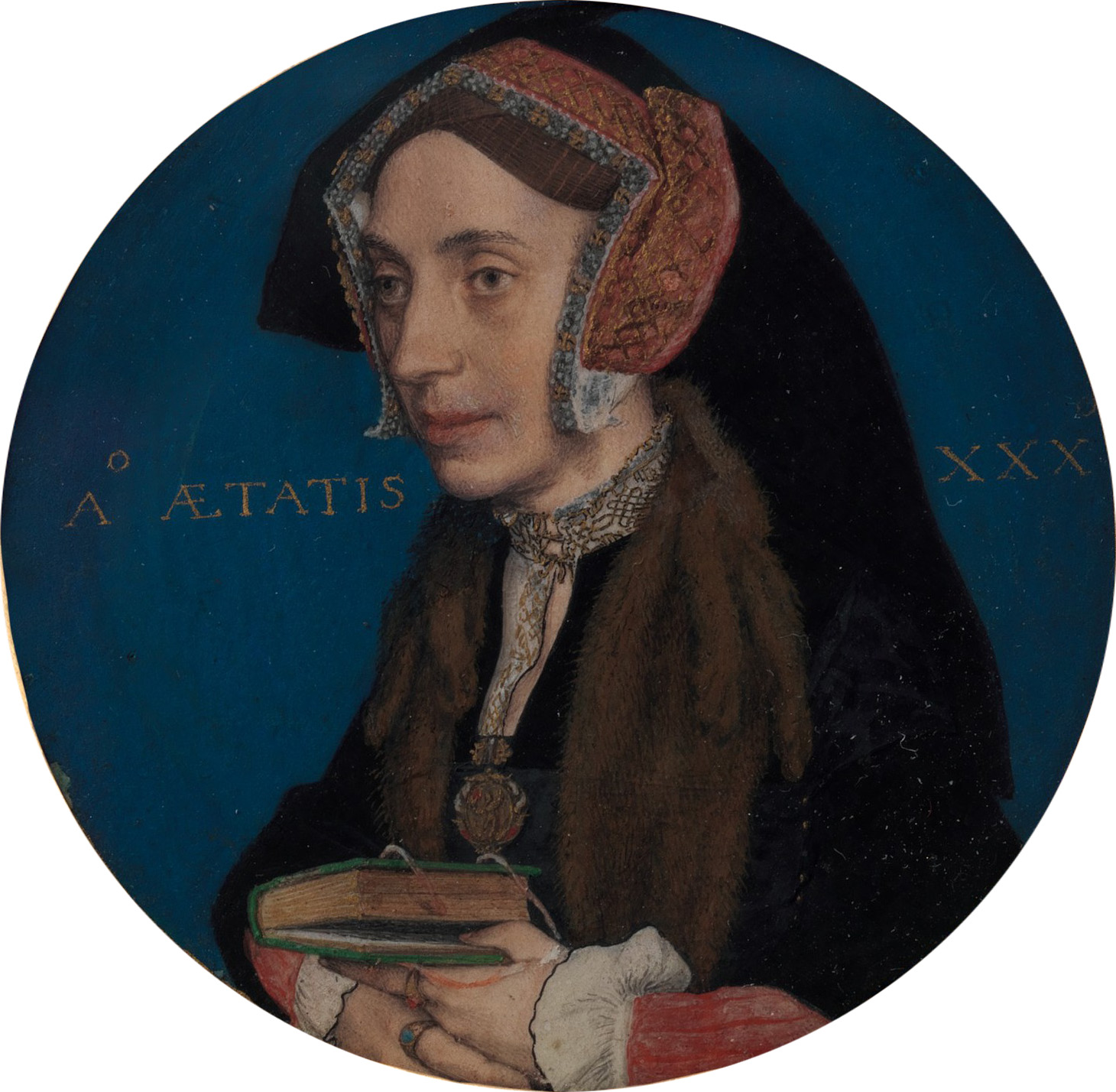
Retrato en Miniatura de Margaret Roper por Hans Holbein el Joven, c. 1535-36

El primer famoso miniaturista de retratos inglés es Nicholas Hilliard (hacia 1537-1619), cuyo trabajo fue de estilo conservador pero muy sensible a la personalidad del modelo; sus mejores trabajos están bellamente ejecutados. Los colores son opacos, y el oro se utiliza para realzar el efecto. A menudo son firmados, y frecuentemente también tienen un lema latino sobre ellos. Hilliard trabajó durante un tiempo en Francia, y es probablemente idéntico al pintor aludido en 1577 como Nicholas Belliart. Hilliard fue sucedido por su hijo Lawrence Hilliard (muerto en 1640); su técnica era similar a la de su padre, pero más audaz, y sus miniaturas más ricas en color.
Isaac Oliver y su hijo Peter Oliver sucedieron a Hilliard. Isaac (hacia 1560-1617) fue alumno de Hilliard. Peter (1594-1647) fue el alumno de Isaac. Firmaron sus mejores obras en monograma, y pintaron no solo miniaturas muy pequeñas, sino también figuras más grandes que miden hasta 250 mm × 230 mm. Copiaron para Carlos I de Inglaterra en pequeña escala muchas de sus famosas pinturas de los grandes maestros.
Otros miniaturistas en la misma fecha incluyen a Balthazar Gerbier, George Jamesone, Penélope Cleyn y sus hermanos. John Hoskins (fallecido en 1664) fue seguido por su hijo del mismo nombre, que se sabía que vivía en 1700, ya que una miniatura firmada por él y con esa fecha está en la colección Pierpont Morgan, representando a James FitzJames, primer duque de Berwick.
Samuel Cooper (1609-1672) fue sobrino y alumno de Hoskins padre, y es considerado el mejor miniaturista de retratos inglés. Pasó gran parte de su tiempo en París y Holanda, y se sabe muy poco de su carrera. Su trabajo tiene una amplitud y dignidad excelentes. Sus retratos de los hombres de la época puritana son notables por su realismo y la fuerza de su ejecución. Pintó sobre cartulina, piel de ave y pergamino, y en dos ocasiones sobre finas piezas de hueso de cordero. El uso del marfil no se introdujo hasta mucho después de su época. Su trabajo se firma con frecuencia con sus iniciales, generalmente en oro, y muy a menudo con la adición de la fecha.
Otros miniaturistas de este período incluyen a Alexander Cooper (muerto en 1660), quien pintó una serie de retratos de los hijos del rey y la reina de Bohemia; David des Granges (1611-1675); Richard Gibson (1615-1690); y Charles Beale the Elder y Mary Beale. Les siguen artistas como Gervase Spencer (fallecida en 1763), Bernard Lens III, Nathaniel Hone y Jeremiah Meyer, los últimos dos destacados en relación con la fundación de la Royal Academy. Los trabajadores en grafito (plumbago, como se llamaba en ese momento) no deben pasarse por alto, especialmente David Loggan, William Faithorne y John Faber Senior. Dibujaron con detalles exquisitos y gran efecto en papel o pergamino.
El 28 de abril de 1733, hubo una terrible destrucción de retratos en miniatura en un incendio en la Chocolatería y cafetería White. Sir Andrew Fountaine había alquilado dos estancias a White para mantener temporalmente su enorme colección de retratos de Hilliard, los Oliver, Samuel Cooper, y otros. Toda la casa se quemó; el número de pinturas destruidas era tan grande que las cenizas fueron cuidadosamente filtradas para recuperar el oro de los montajes de las miniaturas.

## El período de máximo esplendor, por país

### Dinamarca

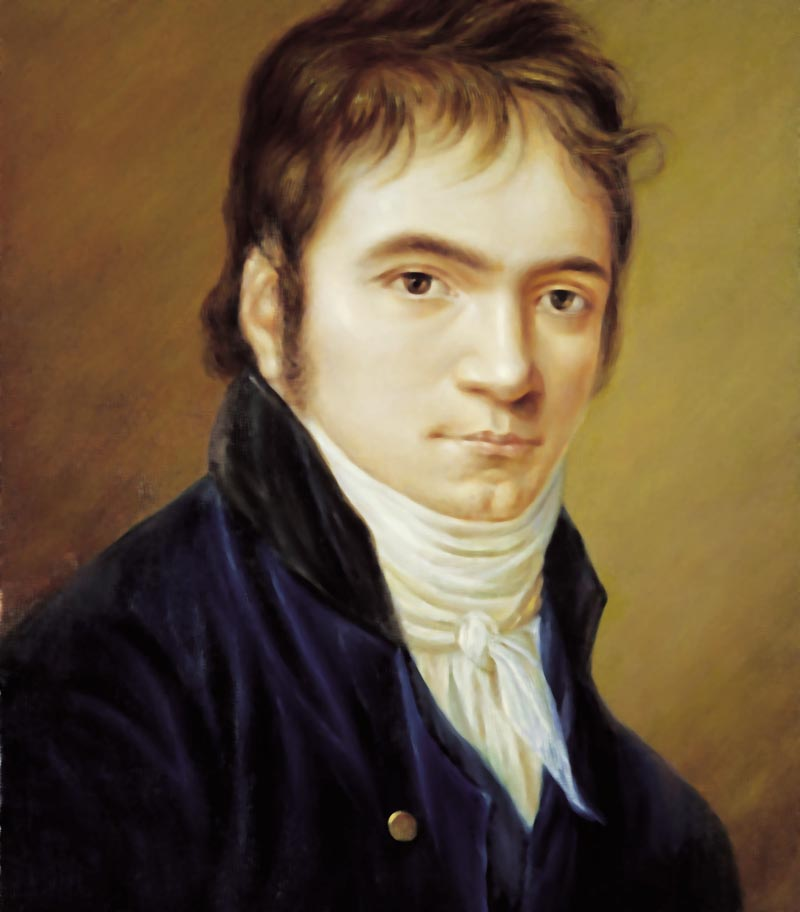
Christian Horneman retrato en miniatura de Ludwig van Beethoven (1802)

En Dinamarca, Cornelius Høyer se especializó en pintura en miniatura (a menudo de 40 mm × 30 mm o en muchos casos, de forma ovalada o redonda) en la segunda mitad del siglo XVIII y fue nombrado pintor en miniatura de la Corte danesa en 1769. También trabajó en varias otras cortes europeas y ganó una considerable reputación internacional. Fue sucedido por Christian Horneman como el principal representante de Dinamarca en el comercio especial de retratos en miniatura. Entre sus obras más conocidas se encuentran un retrato de Ludwig van Beethoven de 1802, del cual Beethoven era especialmente aficionado, posiblemente porque lo presenta con una apariencia más hermosa que la mayoría de sus otros retratos.

### Inglaterra

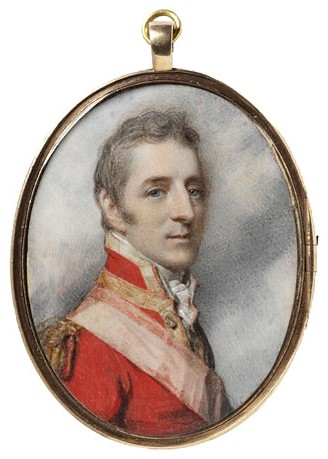
El futuro Duque de Wellington en 1808, por Richard Cosway

El siglo XVIII produjo un gran número de pintores en miniatura, de los cuales Richard Cosway (1742-1821) es el más famoso. Sus obras son de gran belleza y ejecutadas con un toque brillante que ningún otro artista igualaba. Su mejor trabajo fue realizado alrededor de 1799. Sus retratos generalmente están en marfil, aunque ocasionalmente trabajó en papel o pergamino, y produjo muchos y grandes dibujos a lápiz sobre papel, en los que teñía ligeramente las caras y las manos, a los que llamó "dibujos suspendidos". Las mejores miniaturas de Cosway están firmadas en la parte posterior; solo hay una auténtica firmada en la parte delantera; muy pocas llevan incluso sus iniciales en el frente.
George Engleheart (1750-1829) pintó alrededor de 4.900 miniaturas, y su trabajo es más enérgico y más impresionante que el de Cosway; a menudo firma E o G.E. 
Andrew Plimer (1763-1837) fue alumno de Cosway, y tanto él como su hermano Nathaniel Plimer produjeron algunos retratos encantadores. El brillo de los ojos, la agilidad del cabello, la exuberancia del color, combinado con el claroscuro forzado y el dibujo a menudo muy inexacto, son características del trabajo de Andrew Plimer. 
John Smart (c1740-1811) fue en algunos aspectos el más grande de los miniaturistas del siglo XVIII. Su trabajo sobresalió en refinamiento, potencia y delicadeza; y por su textura sedosa y acabado elaborado. Otros pintores notables fueron Richard Crosse (1742-1810), Ozias Humphry (1742-1810), Samuel Shelley (c1750-1808), cuyas mejores imágenes son grupos de dos o más personas, Henry Edridge (1769-1821), John Bogle, y Edward Dayes.
En el siglo XIX sobresale John Cox Dillman Engleheart (1784-1862). También deben mencionarse Andrew Robertson (1777-1845), George Beaumont, William Behnes, Thomas Frank Heaphy y Anne Mee; William Corden the Elder (1795-1867) también es popular entre los coleccionistas. Sir Thomas Lawrence pintó algunas miniaturas, y Henry Raeburn algunas en sus primeros días; pero se puede decir que el arte se extinguió con Sir William Ross, aunque existen algunas obras de Sir Edwin Henry Landseer en esta forma, algunas pequeñas pinturas de flores de George Lance y un retrato de Dante Gabriel Rossetti. Hacia el final del siglo XIX vino un renacimiento de la pintura en miniatura, pero sin producir maestros del mismo calibre.
Aunque la popularidad del pequeño retrato comenzó a declinar en el siglo XX, algunos artistas continuaron aceptando encargos, entre ellos Eda Nemoede Casterton, que fue seleccionada para mostrar su trabajo en el prestigioso Salón de París. Nemoede Casterton usó láminas finas de marfil en lugar de lienzos para sus pinturas, una práctica común entre los retratistas en miniatura. La pintora de retratos en miniatura contemporánea inglesa más famosa es Elizabeth R Meek, (nacida en 1953), cuyos modelos incluyen a Su Alteza Real el Príncipe de Gales y SAR la Princesa Micaela de Kent.

### Escocia

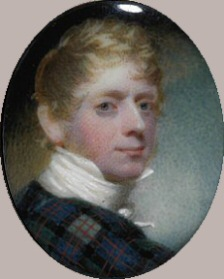
Miniatura autorretrato en marfil de Andrew Robertson, 1811. Museo de Victoria y Alberto

Andrew Robertson (nacido en 1777, 1845), y sus hermanos Alexander y Archibald, también pintores, crearon un estilo de retrato en miniatura que se volvió dominante en Gran Bretaña a mediados del siglo XIX.

### Irlanda
Gustavus Hamilton (nacido en 1739, 1775) fue instruido por Robert West en el Colegio Nacional de Arte y Diseño en George's Lane, Dublín, y también fue aprendiz o alumno de Samuel Dixon de Capel Street, Dublín, donde estuvo empleado en colorear las impresiones de pájaros y flores producidas por Dixon.
Establecido como pintor de miniaturas, adquirió una práctica extensa y de moda, frecuentado, dice John O'Keeffe en sus "Recuerdos", por damas de primer rango, y haciendo "un montón de dinero con su lápiz". De 1765 a 1768 vivía en Parliament Street, Dublín, luego en el número 1 de Dame Street, Dublín, en la casa de Stock the Hosier, y luego en College Green, Dublín.
Contribuyó con miniaturas a la Sociedad de Artistas en Dublín de 1765 a 1773. Poco antes de su muerte se trasladó a Cork Hill, Dublín, y murió el 16 de diciembre de 1775, con 36 años. Fue enterrado el 18 de diciembre en la Iglesia de San Werburgh, en Dublín.

### Francia

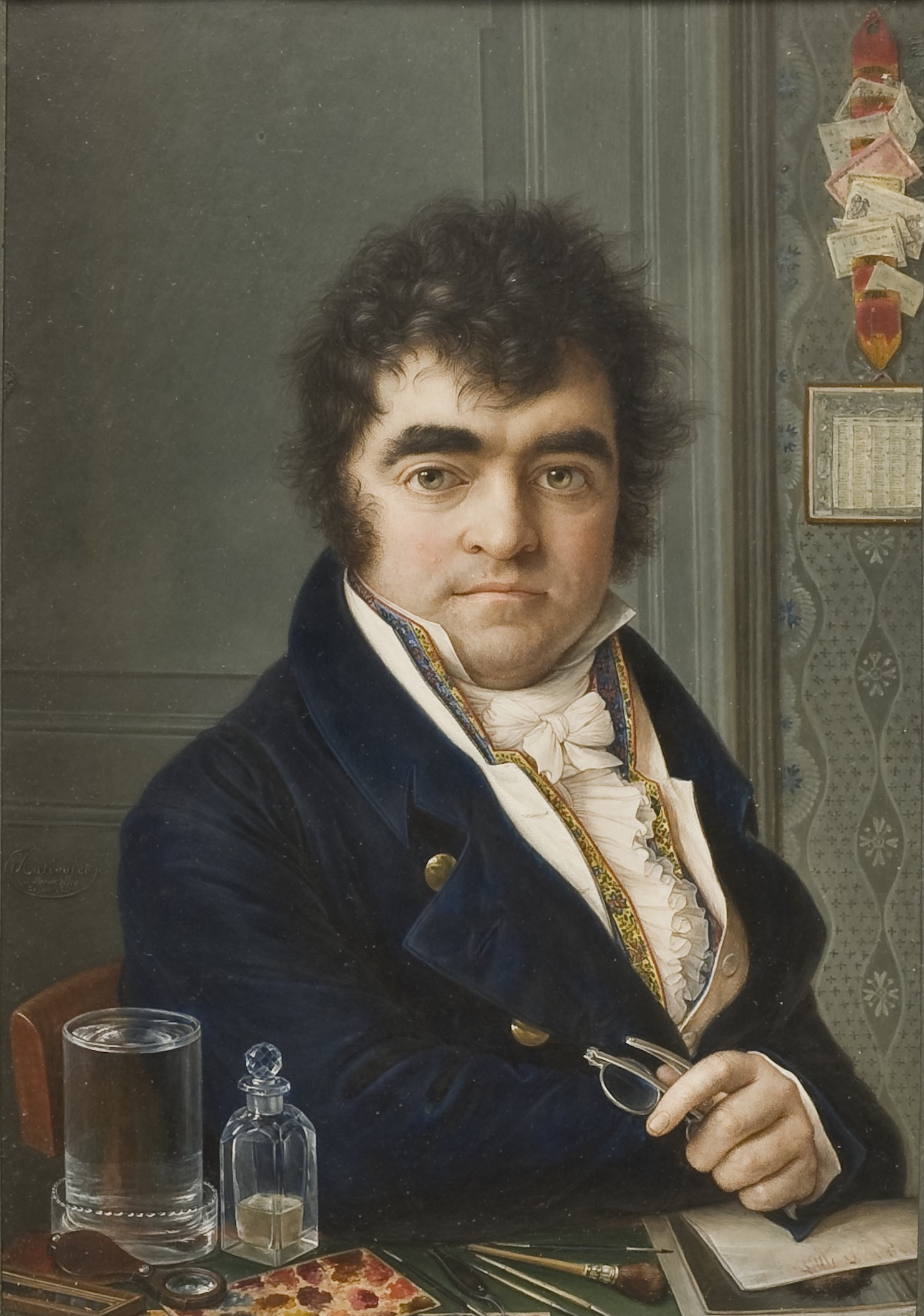
Miniatura autorretrato de Louis-Marie Autissier. En el primer plano, el artista con lápices, pinceles y herramientas para la pintura de miniaturas. Acuarela sobre marfil, 19.1 x 13.5 cm (7.52 × 5.31), 1817, Nationalmuseum.

En el siglo XVIII conocemos miniaturas de Nicolas de Largillière, François Boucher, Jean-Marc Nattier y Jean-Germain Drouais; pero los nombres más importantes activos en Francia son los de Peter Adolf Hall originario de Suecia, François Dumont y el austriaco Friedrich Heinrich Füger. Las minúsculas pinturas pintadas por la familia Blarenberghe están compuestas por muchas personas agrupadas en miniaturas, y algunos de los artistas franceses posteriores, como Pierre-Paul Prud'hon y Constance Mayer, realizaron retratos en miniatura. Los artistas más populares en Francia en este género fueron, sin embargo, Jean-Baptiste Jacques Augustin (1759-1832) y Jean-Baptiste Isabey (1767-1855). Sus retratos de Napoleón y su corte son extremadamente buenos, y tal vez ningún otro francés pintó miniaturas tan bien como Agustín.

### España
José Miguel de Rojas y Pérez de Sarrió III Conde de Casa Rojas Mayordomo de SM el Rey Fernando VII de España y miembro de la Real Academia de Bellas Artes de San Fernando, hijo del capitán de navío Nicolás de Rojas y Espinosa Blanqueto, fundador de la Academia de Bellas Artes de Cádiz y consiliario, y de María Luisa Pérez de Sarrio y Ruiz de Dávalos, pintora aficionada, Introdujo la miniatura en España procedente de Francia, con su peculiar técnica, se declaró “profesor en el noble arte de la pintura” y se dedicó de manera principal a la miniatura. "José de Roxas" presentó a la Academia una miniatura, Retrato de un joven, por la que fue nombrado académico de mérito el 19 de enero de 1817 y, días más tarde, académico de honor.
El pintor español Francisco de Goya es conocido por haber ejecutado algunas miniaturas.

### Estados Unidos

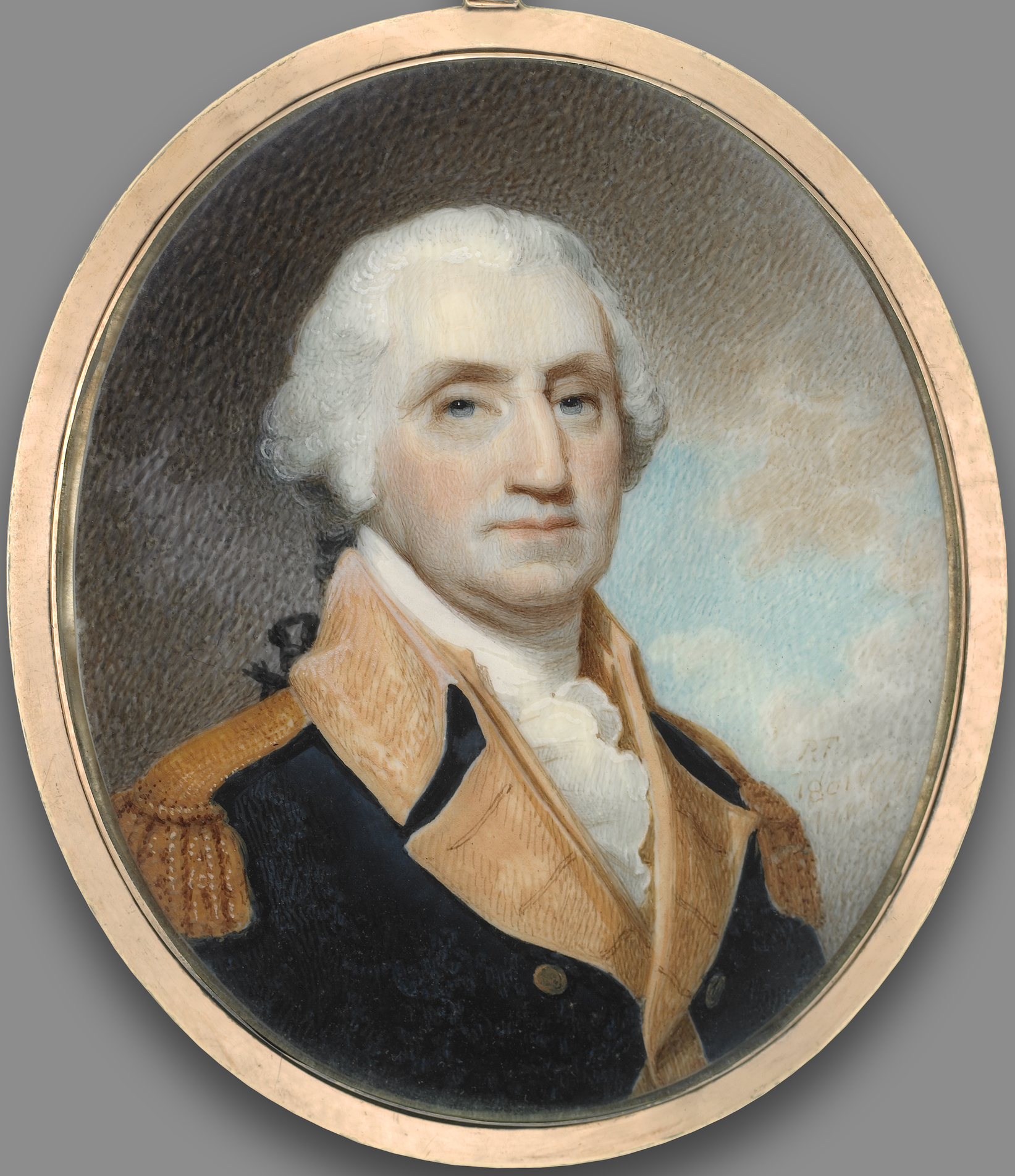
Miniatura de George Washington por Robert Field (1800)

El estilo inglés de las miniaturas de retrato también se exportó a las colonias americanas. Entre los primeros miniaturistas estadounidenses registrados se encuentra Mary Roberts (fallecida en 1761), la primera mujer estadounidense en trabajar en este formato. Uno de los pintores en miniatura más famosos de América durante el siglo XVIII fue Robert Field. 
La miniaturista Amalia Küssner Coudert (1863-1932), de Terre Haute, Indiana, era conocida por sus retratos de las celebridades de Nueva York y la realeza europea en la última década del siglo XIX. Los destinatarios de sus acuarelas en soportes de marfil incluyen a Caroline Astor, el rey Eduardo VII, el zar Nicolás II de Rusia y Cecil Rhodes.
Alrededor de 1900, los Estados Unidos experimentaron un renacimiento de los retratos en miniatura, marcados por la fundación en 1899 de la Sociedad Americana de Pintores de Miniaturas. Muchos de los ejemplos más destacados fueron producidos por mujeres artistas, como Virginia Richmond Reynolds, Lucy May Stanton y Cornelia Ellis Hildebrandt. Esto ha sido reflejado recientemente por artistas femeninas realistas contemporáneas como Dina Brodsky.

## Materiales
Las miniaturas están pintadas al óleo, acuarela y esmalte, pero principalmente en acuarela. Muchas miniaturas holandesas y alemanas fueron pintadas al óleo, y como regla general, están pintadas sobre cobre. También hay retratos con el mismo medio, y con frecuencia en el mismo material, atribuidos a muchos de los grandes artistas italianos, especialmente los de la escuela de Bolonia. Se dice que Samuel Cooper ejecutó algunas pinturas al óleo sobre cobre.
Desde aproximadamente 1650 en adelante, se ejecutaron muchas finas miniaturas en esmalte vítreo. Jean Petitot 1607-1691 fue el mejor trabajador de este material y pintó sus mejores retratos en París para Luis XIV de Francia. Su hijo lo sucedió en la misma profesión. Otros artistas en esmalte fueron Christian Friedrich Zincke (muerto en 1767) y Johann Melchior Dinglinger. Muchos de estos artistas eran franceses o suizos, pero la mayoría de ellos visitaron Inglaterra y trabajaron allí durante un tiempo. 
El pintor de retratos de esmalte inglés más grande fue Henry Bone (1755-1839). Una gran colección de sus pequeñas reproducciones de esmalte de famosas pinturas se encuentra en la British Royal Collection.
Durante el siglo XVIII, la acuarela sobre marfil se convirtió en el medio estándar. El uso del marfil se adoptó por primera vez alrededor de 1700, durante la última parte del reinado de Guillermo III. Antes de esa época la base podía ser de pergamino, de piel de ave o cartón.

## Exposiciones
Varios museos exhiben pinturas originales en miniatura, incluido el Museo de Artes de Boston y el Castillo Astolat Dollhouse.
También se celebran exposiciones temporales entre las que se pueden destacar:
- Bienal internacional de Arte de la Miniatura (desde 1989), Gornji Milanovac, Serbia
- Bienal internacional de Arte de la Miniatura (desde el 2000), Czestochowa, Polonia